# Noviglio
Noviglio (Novili o Novèj in dialetto milanese) è un comune italiano sparso di 4 575 abitanti della città metropolitana di Milano in Lombardia.

## Storia
Il territorio nel quale risiede Noviglio è stato popolato da diverse culture: i Liguri, i Galli, i Romani e i Longobardi. Il Comune risulta diviso in frazioni distanti tra di loro: Noviglio, Mairano (sede del municipio), Santa Corinna, Tainate e diverse cascine (Conigo, Tavernasco, Conago, Domenegasco, Copiago). Ogni frazione possiede una propria chiesa, a testimonianza dell'antica divisione. Lungo la sua storia il paese ha fatto parte della pieve di Rosate e del suo feudo e ha attraversato diversi periodi di epidemia, primo fra tutti la peste nel 1630, a cui sono susseguiti anni di carestia e povertà, mai conclusi. Il paese è riuscito tuttavia a mantenere la sua tradizione rurale, conservando alcuni edifici storici e le cascine. Proprio queste ultime si sono conservate nel tempo, mantenendo le strutture originarie. Il passato agricolo, fatto di contadini e di mondine, riesce così a fondersi con il presente, caratterizzato dalla presenza di mezzi agricoli ben più moderni. Nel 1786 il comune di Noviglio fu inserito nella provincia di Pavia.
Nel 1870 venne aggregato a Noviglio il comune di Tainate.

### Simboli
Lo stemma e il gonfalone sono stati concessi con decreto del presidente della Repubblica del 25 ottobre 1999.
Il gonfalone è un drappo di giallo.

## Monumenti e luoghi d'interesse

### Architetture religiose
La Chiesa di San Sebastiano è sede di una parrocchia pluri-centenaria. 
La Chiesa di San Michele a Mairano è stata sede di una parrocchia pluri-centenaria.

### Architetture scolastiche
Il nuovo fabbricato costituisce l'ampliamento del plesso scolastico esistente ed è destinato agli usi di mensa-refettorio e palestra. I suoi locali interni sono stati realizzati ispirandosi a Piet Mondrian e alla sua celebre Composizione B. Il rivestimento esterno è stato realizzato in acciaio Corten: la scelta di questo particolare materiale, tramite il colore del rivestimento, inserisce il fabbricato nel contesto cromatico del Parco Agricolo Sud Milano.

### Musei
La città ospita il Museo Kartell, dedicato all'omonima azienda produttrice di mobili che trova sede nel comune. Fondato nel 1999 e riorganizzato nel 2014, espone più di 1000 creazioni di designer e progettisti.

### Cimitero
Ad est del comune, lungo la SP203 verso la frazione Mairano, sorge il cimitero vecchio, oggi non più utilizzato ma ancora accessibile.

## Società

### Evoluzione demografica
- 140 nel 1751
- 325 nel 1771
- 768 nel 1805
- 849 nel 1811, ai tempi della prima provvisoria unione con Tainate e Copiago
- 890 nel 1853, dopo l'annessione di Conigo
- 850 nel 1859
- 861 nel 1861: il dato sottostante è invece artificioso e frutto della virtuale aggregazione dei dati di Tainate, che non fu annesso che nel 1870

Abitanti censiti

## Economia
Il paese ha un'economia prevalentemente agricola: vi si coltivano riso, mais e frumento; la principale forma di allevamento è di tipo bovino, dalla quale si ricavano carne e latte.

## Curiosità
Un aspetto che ha caratterizzato Noviglio per anni è stata la presenza delle cicogne, che tra aprile ed agosto nidificavano sul campanile della chiesa di San Michele a Mairano.